# Batalla de Morannon
La Batalla de Morannon (Batalla de las Puertas Negras) es una batalla ficticia perteneciente a la Guerra del Anillo, que se narra en la novela El Señor de los Anillos (en la tercera parte de la novela), del escritor británico J. R. R. Tolkien.
Es la última batalla importante de la Guerra del Anillo, y la más importante por sus resultados. Se libró en el valle de Udûn, ante la Puerta Negra de Mordor. Después de la victoria en la Batalla de los Campos del Pelennor, los ejércitos del Oeste marcharon a la Puerta Negra con el fin de distraer a Sauron y dar tiempo a Frodo. El 25 de marzo de 3019 T. E. llega a la Puerta Negra un ejército de seis mil hombres con Aragorn a la cabeza. Otros personajes importantes que se encontraban allí eran: Gandalf, Imrahil, Elladan y Elrohir, Éomer, Legolas y Gimli, Beregond y Pippin.
Cuando llegaron, Boca de Sauron los recibió, proponiéndoles ciertas condiciones.Todos las rechazaron. Entonces Boca de Sauron se retiró y un gran ejército de orcos, hombres y trolls salió de la Puerta Negra. Los hombres del Este cargaron primero y desde las colinas del Morannon bajó un ejército de Orcos. Las colinas estaban defendidas por hombres con lanzas y espadas. Aragorn y Gandalf enarbolaban el estandarte de Gondor, y en la colina opuesta ondeaban los estandartes de Rohan y Dol Amroth. En la primera línea defensiva estaban los hijos de Elrond rodeados de Dúnedain, y a su derecha el Príncipe Imrahil con sus caballeros. Durante la batalla, Pippin le salvó la vida a Beregond, matando a un troll que iba a matarlo. Los Nazgûl hacían mucho daño al ejército occidental, pero de pronto llegaron las Águilas, con Gwaihir y Landroval a la cabeza.
Cuando el ejército del bien estaba a punto de ser derrotado, el Anillo Único fue destruido, y todo lo que se había hecho por obra de él fue destruido y sus siervos se rindieron o huyeron.

## Antecedentes
Morannon (‘puerta negra’ en sindarin) era el nombre de las gigantescas puertas que eran la única entrada a la tierra tenebrosa de Mordor. Eran enormes batientes de hierro que iban de uno a otro extremo de Cirith Gorgor (‘el paso de los espectros’),  entre Ered Lithui (los ‘montes de ceniza’) y Ephel Dúath (las ‘montañas de la sombra’), cercándolo. Detrás se abría el estrecho valle de Udûn. Delante se extendían las Tierras de Nadie o Desolación del Morannon, Dagorlad (el ‘llano de la batalla’) y las Ciénagas de los Muertos. Estaban custodiadas por dos torres con una vigilancia insomne: las Torres de los Dientes.
Sauron se instala en Mordor hacia el año 1000 de la Segunda Edad, y en algún momento de esta era construye la Puerta Negra. Pero en 3434, las fuerzas de la Última Alianza consiguen penetrar en Udûn tras la batalla de Dargolad. Siete años después, Sauron resulta derrotado, pero los Gondorianos mantienen la Puerta Negra, y erigen las Torres de los Dientes a cada lado, para vigilar la entrada a Mordor. Esa vigilancia se mantiene durante la Tercera Edad, aunque a lo largo de los siglos se va relajando. Tras la Gran Peste de 1636, muchos fuertes son abandonados. En 1944, el Rey Ondoher muere en una batalla contra los Aurigas ante la Puerta Negra.
A finales de la Tercera Edad, hacia el 2950, Sauron vuelve definitivamente a Mordor. Las Puertas Negras, los túneles y las torres son ocupados y restaurados. Los desperdicios generados durante años se acumulan en dos colinas grises ante la Puerta Negra, separadas por un cenagal infecto. Los Orcos se acantonan en las almenas, y empieza una vigilancia incansable. Más adelante, durante la preparación de la Guerra del Anillo, numerosos ejércitos de Orientales y Haradrim entran por la Morannon para acantonarse en Mordor.

## La batalla

### Preludio
Esta fue la gran batalla final contra Sauron en la Guerra del Anillo, peleada en la Puerta Negra de Mordor. El Ejército de Occidente, liderado por Aragorn, marchó sobre la puerta como una finta de distracción para desviar la atención de Sauron de Frodo y Sam, que llevaban el Anillo Único a través de Mordor. Se esperaba que Sauron pensara que Aragorn tenía el anillo y trataría de usarlo para derrocar a Sauron. A medida que el viaje avanzaba, Aragorn fue acreditado abiertamente como "el Rey Elessar" por sus heraldos para desafiar a Sauron, aunque aún no había sido coronado formalmente.
Aragorn y los otros capitanes tenían alrededor de 21.000 soldados de Gondor y Rohan disponibles para luchar; dejaron 11.000 en Minas Tirith para defenderse contra el asalto, y enviaron 3.000 Rohirrim bajo Elfhelm para derrotar a otro ejército en la ruta oeste hacia Anórien (que pronto regresó a Minas Tirith). Así marchaban con aproximadamente 7.000 hombres: 6.000 infantes y 1.000 jinetes.
En la encrucijada, Aragorn y otros capitanes fueron la principal fuerza durante un tiempo con una pequeña compañía de soldados y encuestaron en Minas Morgul de lejos, finalmente, el incendio de Valle de Morgul. También dejaron algunos arqueros para guardar la encrucijada.
Fueron posteriormente emboscados por Orcos y Orientales en el mismo lugar donde Faramir y los Rangers de Ithilien emboscaron una empresa de Haradrim unas dos semanas antes (evento que fue observado por Frodo y Sam), pero el enemigo fue rechazado sin mucha pérdida. La emboscada se superó con gran facilidad, pero los capitanes del Oeste se direron cuenta de que se trataba de una finta intencionalmente débil, para hacerlos creer que el ejército de Sauron era incapaz de montar un ataque fuerte, cuando en realidad no era así. Más tarde algunos hombres, superados por el temor a la sombra de Mordor, fueron enviados a recuperar el fuerte de Cair Andros, una isla en el río Anduin usada como fortaleza por Gondor, una ubicación de vados de importancia estratégica. Así, el Ejército del Oeste bajó hasta los 6.000 efectivos en el momento del conflicto final.

### Desarrollo de la batalla
En la mañana, antes de que comenzara la batalla, Sauron envió a uno de sus siervos, el Númenóreano Negro llamado la Boca de Sauron, para parlamentar con los Capitanes del Oeste. Intentó engañar a Gandalf y  Aragorn con la intención de hacerles creer que Frodo había sido capturado por Sauron, mostrándoles como pruebas algunas de las pertenencias de Frodo y Sam (la espada de Sam, una capa élfica, y la cota de malla de mithril de Frodo). La Boca amenazó con que Frodo sería torturado si Occidente no aceptaba los términos de rendición de Sauron. (Estaba claro que, mientras que Sauron sabía que había dos hobbits en Mordor, no sabía bien el por qué). Gandalf, sin embargo, se negó a dejarse llevar; tomó los elementos de la Boca de Sauron, y lo despidió. Sorprendido y enojado, la Boca de Sauron montó de nuevo hacia la Puerta Negra.
Las fuerzas de Sauron cargaron. Al mismo tiempo, más de sus fuerzas que se habían escondido en las colinas alrededor de la Puerta Negra descendieron sobre el ejército de los Pueblos Libres, y salieron también los Olog-hai, Trolls con grandes armaduras, quienes aparecieron por primera vez y rodearon a los hombres de Occidente. El ejército de Sauron, compuesto por unos 72.000 efectivos, superaba en ese momento al de Occidente en doce a uno. No está claro quién comandó las tropas de Sauron, aunque Khamûl el Oriental, el segundo Nazgul más poderoso después del Rey Brujo, sería el candidato razonable. El Ejército de Occidente se dividió en dos anillos sobre dos grandes lomas de escombros frente a la puerta: Aragorn, Gandalf, y los hijos de Elrond, acompañados por los Dúnedain, estaban en el anular izquierdo, con Éomer, Imrahil, y los Caballeros de Dol Amroth a la derecha.
Durante el transcurso de la batalla, el hobbit Peregrin Tuk, marchando como un Guardia de la Ciudadela de Minas Tirith, mató a un oficial Olog-hai. Los ocho Nazgûl restantes se cernían sobre el Ejército de Occidente, esparciendo miedo y confusión. Las Águilas de las Montañas Nubladas, dirigidas por Gwaihir, el Señor de los vientos, llegaron para reforzar las filas del ejército de Occidente e hicieron retroceder a los Espectros del Anillo. Aun así, las fuerzas de Sauron eran demasiado numerosas. En ese momento, cuando toda esperanza parecía perdida, Frodo se puso el Anillo Único y Sauron se dio cuenta de que Frodo estaba dentro Monte del Destino. Los Nazgûl dejaron inmediatamente la batalla para interceptar a Frodo, y el ejército de Mordor (privado de la atención de Sauron) fue arrojado de inmediato en el caos. Gollum arrancó el anillo del dedo de Frodo y, después, tanto él como el Anillo cayeron accidentalmente en la Grieta del Destino, y el poder de Sauron se disipó.
Barad-dûr, las Puertas Negras y las Torres de los Dientes se derrumbaron y se convirtieron en ruinas, ya que sus cimientos fueron construidos con la magia del Anillo Único. El cuerpo físico de Sauron pereció por última vez. Su sombra gigantesca formada en el cielo se extendió con furor, dirigiéndose con ira hacia el ejército del Oeste, pero fue arrastrada por un viento fuerte, y su espíritu, que se había alojado en una gran forma humanoide, quedó para siempre sin cuerpo.
Los orcos y demás criaturas de Sauron quedaron completamente sin dirección tras la desaparición del Señor Oscuro, y fueron fácilmente derrotados y dispersados  por el Ejército del Oeste. Algunos se suicidaron, mientras que otros huyeron a esconderse en lugares oscuros. Los Orientales y Sureños, orgullosos, lucharon con valentía, aunque al final muchos arrojaron sus armas y se rindieron, para después ser enviados a casa, en paz, poniendo así fin al odio que sentían los Orientales y Sureños por Gondor.
La lucha contra las fuerzas restantes de Sauron continuaría en un escenario al norte de la Guerra del Anillo durante varias semanas, especialmente en el Bosque Negro, Lothlórien, Dol Guldur y en Erebor, pero el poder de Sauron ya no existía.

## Consecuencias
Tras esta gran batalla parte del Ejército del Oeste penetró en Mordor destruyendo las fortalezas del norte de la Tierra Negra. Y cuando se aproximaba el mes de mayo los Capitanes del Oeste levaron anclas en Cair Andros y se dirigieron por el Anduin hasta llegar a Osgiliath, donde se detuvieron por un día. Al día siguiente regresaron a los campos verdes del Pelennor, donde levantaron las tiendas en espera de la mañana, pues era la Víspera de Mayo, y se dice que el Rey entró de nuevo por las Puertas de Minas Tirith a la salida del sol. 
La Guerra del Anillo tuvo consecuencias en casi toda la Tierra Media. Gracias a la derrota de Sauron, Aragorn pudo llegar al trono de Gondor y creó el Reino Unificado, convirtiéndose así en el rey Elessar. El Reino Unificado abarcaba Arnor y Gondor, y estableció una alianza con Erebor, el reino de Valle y Rohan.
En Rohan comenzó el reinado de Éomer y las cavernas que estaban dentro de Cuernavilla, las Cavernas Centelleantes, fueron habitadas por un grupo de Enanos liderados por Gimli. La torre de Orthanc se le confió a los Ents.
Los hijos de Elrond, Elrohir y Elladan se quedaron en Rivendel y Arwen se casó con Aragorn. Después de la Guerra, Celeborn y Thranduil se repartieron el Bosque Negro, que pasó a llamarse Bosque Verde. La parte que se quedó Celeborn pasó a llamarse Lórien Oriental. Legolas, por su parte, se fue con un grupo de elfos y formó una colonia de elfos en Ithilien.
En Valle, pasó a gobernar Bardo II, ya que el antiguo rey, Brand, fue muerto en la Batalla de Valle. En Erebor, pasó a gobernar Thorin III, ya que su padre murió también en la Batalla de Valle.
La Comarca siguió con su feliz vida, pero con una nueva ley, ningún ser que no fuese un hobbit podría pasar de sus fronteras. Samsagaz Gamyi fue alcalde de la Comarca durante muchos años.
Casi al final de la Tercera Edad del Sol, Gandalf, Frodo Bolsón, Bilbo Bolsón, Elrond, Galadriel y la mayoría de los Altos Elfos partieron en un barco élfico hacia Aman y nunca más se les volvió a ver en la Tierra Media. Años después, Celeborn partió hacia Aman siguiendo el rumbo de su esposa Galadriel.
Años después, comenzó la Cuarta Edad del Sol. En esta edad se selló el destino del resto de la Compañía: Legolas partió junto con su amigo Gimli hacia las Tierras Impercederas en un barco élfico y nadie supo nada más de ellos; Pippin y Merry pasaron a una vida de lujos, murieron felices y sus cuerpos fueron enterrados a cada lado de la tumba de Aragorn; Samsagaz tuvo varios hijos e hijas y fue reelegido seis veces como alcalde de La Comarca, además, luego de llegar a casa, se casó con Rosita Coto. En el 61 C.E. Rosita murió y Sam, sin ninguna razón para seguir en la Tierra Media, entregó el manuscrito del Libro Rojo de la Frontera del Oeste a su hija Elanor y en un barco élfico, partió a Aman, siguiendo a Frodo.

## Adaptaciones

### La película de animación 1980
Por Ralph Bakshi. Los ejércitos de Gondor paseo hasta la Puerta de aquí, no como una diversión, pero al parecer como un ataque simplemente suicida en Mordor. Los Nazgûl son vistos volando por encima cuando se acercan y los escuchan a los orcos cantando la canción "Torres de los Dientes", a pesar de no estar visibles a primera vista. Entonces, Aragorn grita para silenciarlos y exige al Señor Oscuro que salg fuera a su encuentro. Entonces, la Boca de Sauron aparece y se burla de Aragorn antes de advertirle de que sus tropas están en inferioridad numérica . No obstante, Aragorn le desafía y la Boca de Sauron da media vuelta y vuelve a entrar dentro las murallas del Morannon, cerrandose las puertas tras de él. Mientras lo hace, los orcos reanudan su canción y aparecen a lo largo de las paredes, las torres y la puerta misma. La escena siguiente muestra el interior del Monte del Destino mostrando como se acaba destruyendo el anillo.  
Una vez que el anillo es destruido, las torres y la puerta empiezan a venirse abajo y la tierra comienza a temblar. En este momento parece que el terremoto también destruirá los ejércitos de Occidente de gondorianos y rohirrim, pero en este momento aparecen las Grandes Águilas (miles de ellos) salvando y llevándose los soldados del peligro volando dirección a Minas Tirith.
Torres de los Dientes cantado por los Orcos:
```
   Gana la batalla, pierde la guerra,
   Elección de los males encuentran delante de tus pies,
   Retiro, Retiro, Retiro!
   Si usted gana, perderá,
   Elección de los males suyos para elegir,
   Retiro ...
   Retiro, retiro, retiro!
   Usted está de pie en el ojo de la tormenta,
   Mover una pulgada, y estarás muerto,
   Usted está de pie por debajo, las torres de los dientes,
   y el ojo ... resplandores rojos!
```

### La serie de radio 1981
El encuentro con la Boca de Sauron y los acontecimientos que precedieron a la batalla son fieles al libro. Sin embargo, la batalla en sí es prácticamente omitido. Después de la Boca de Sauron se va, suena de acercarse a los orcos se escucha, y Gandalf dice, "La trampa está soltada. Estamos rodeados de toda la hueste de Mordor, y tenemos que luchar!", Pero que entonces conduce al resto de Frodo y Sam viaje hasta el Monte del Destino.

### La película de 2003
En la adaptación cinematográfica de Peter Jackson de El Retorno del Rey, se intercalan las escenas de la batalla con escenas de Frodo y Sam en el Monte del Destino. De tal modo que principalmente se centra en los personajes de Gandalf, Aragorn, y el resto de la Comunidad.
Antes de la batalla, en la edición extendida de la película, Aragorn decapita la Boca de Sauron. Por el contrario, en el libro, la Boca de Saurón dice: "Yo soy un heraldo y embajador y no puedo ser asaltado!".
El ejército de Sauron marcha hacia adelante, cantando "Durbgu nazgshu, durbgu dashu!" (Discurso Negro de "El Señor de los Anillos, El Señor de la Tierra") Forzando a Aragorn en no posicionarse en dos anillos, sino más bien en un gran círculo, que está completamente rodeada por el enemigo. Merry está presente junto con Pippin, mientras que en el libro  se mantiene en las Casas de Curación.
Antes de la batalla, Aragorn alienta a su ejército:
```
¡Seguid en posición, hacedles frente! Hijos de Gondor y de Rohan, mis hermanos. 

Veo en vuestros ojos el mismo miedo que encogería mi propio corazón. 
Pudiera llegar el día en que el valor de los hombres decayera, 
en que olvidáramos a nuestros compañeros y se rompiéran los lazos de nuestra comunidad
¡pero hoy no es ese día!, En que una hora de lobos y escudos rotos 
rubricarán la consumación de la Edad de los Hombres. ¡Pero hoy no es ese día! 
¡En este día lucharemos! ¡Por todo aquello que vuestro corazón ama de esta buena tierra, 
os llamo a luchar! ¡Hombres del Oeste!
```

Al oírle Sauron "Elessar" llame, les conduce en una carga desesperada contra el ejército de Mordor. El choque de dos ejércitos y fiero combate sobreviene. El Nazgûl tratar de atacar al ejército, pero antes de que se pueda, las Águilas llegan y expulsarlos. Aragorn se muestra luchando contra un troll, que casi lo derrota.
La Torre Oscura y el Monte del Destino son visibles a través de la puerta, mientras que en el libro no es el Monte del Destino. Cuando el anillo es destruido y la Torre Oscura se derrumba junto con la interpretación literal de Jackson del Ojo de Sauron, un gran terremoto sacude la tierra y el Monte del Destino en erupción. Una enorme grieta se abre en la tierra, tragándose las puertas y una mayor parte del ejército de Sauron, y el resto huye aterrorizado. El lanzamiento de la "sombra impotente" en su lugar se sustituye por una onda de choque masiva causada por la implosión del ojo.
En un principio, Peter Jackson imaginó tener el mismo Sauron hacer una aparición en la batalla. Al principio iba a ser una imagen de Sauron en su segundo aspecto era de "Annatar", que era hermoso aspecto, pero una vez que la batalla se unió al Señor Oscuro iba a salir todo lo que parecía al principio de la trilogía antes de que el anillo fue cortado de la mano. La edición extendida de la película cuenta con animaciones de guion gráfico de esta idea. Aragorn batallas del Señor Oscuro y está casi derrotado cuando el Anillo es destruido y la forma física de Sauron hizo añicos.
Esta idea fue abandonada, ya que juega muy parecido a la apertura de la primera película y porque disminuye el triunfo de Frodo al Monte del Destino con la destrucción del Anillo. También se consideró que la toma de un duelo personal entre Aragorn y Sauron cambia el punto de la batalla, que fue un sacrificio desinteresado por Aragorn y el Ejército de Occidente temática. El material original de Aragorn lucha Sauron se mantuvo, pero modificado para mostrar su lucha a un troll en su lugar. Una maqueta de la versión incluida Annatar / Sauron, utilizando una combinación de los disparos que fueron filmadas intercalan con los paneles del storyboard para los que no lo eran, se incluye en los extras del DVD.